# Neil Mochan
Neil Mochan, né le 6 avril 1927 à Carron, Écosse, et mort le 28 août 1994, est un footballeur écossais, qui évoluait au poste d'attaquant.

## Carrière
Né à Carron, dans le Stirlingshire, il développe ses qualités de footballeurs dans les équipes de jeunes de Dunipcae Thistle. En 1944, il rejoint Greenock Morton, puis quitte l'Écosse pour l'Angleterre en 1951 en signant à Middlesbrough pour 14 000 £. Il revient en Écosse très rapidement et signe pour le grand club du Celtic Glasgow. Sa carrière sous ses nouvelles couleurs démarre en trombe. Il ouvre son palmarès en remportant la Coronation Cup dès son deuxième match et au terme de la saison, il réalise le doublé coup-championnat. 
Ses performances lui permettent d'être sélectionné en équipe nationale et de participer à la coupe du monde 1954. Mais, deux défaites face à l'Autriche et face à l'Uruguay éliminent l'Écosse dès le premier tour. Malgré un nombre de buts important, Mochan n'est toujours pas titulaire à part entière sous le maillot du Celtic, ce qui ne l'empêche de brillamment s'illustrer lorsque l'occasion se présente. Ainsi, en 1958, en finale de la coupe de la ligue, il marque deux fois lors de la victoire 7 buts à 1 contre les rivaux du Rangers. En 1960, il rejoint Dundee United, nouveau promu. Il y reste 3 saisons sans titre et termine sa carrière à Raith Rovers.

## Palmarès
- Greenock Morton :
  - Champion de D2 d'Écosse en 1951

- Celtic FC :
  - Champion d'Écosse en 1954
  - Coupe d'Écosse en 1954, finaliste en 1955 et 1956
  - Coupe de la Ligue en 1957 et 1958